# Weber-Stephen

Logo Weber-Stephen

Společnost Weber-Stephen Products (známá jako Weber nebo Weber grily) je světový výrobce kotlových grilů, které v roce 1952 její zakladatel George Stephen Sr. vynalezl. Dnes má společnost pobočky ve více než 40 zemích světa a vyrábí kromě evolučně vylepšených původních kotlových grilů i grily elektrické, plynové a peletové.

## Historie
Počátek má Weber-Stephen ve společnosti založené 8. května 1893 pod názvem Weber Brothers Metal Works, která ale zpracovávala železo. A právě v této firmě pracoval pozdější tvůrce grilů George Stephen starší. 
V 50. letech byly v Americe populární zděné grily  takový gril, ale nese řadu nevýhod. A to přivedlo Stephena staršího k myšlence, jak grilovat jinak a lépe. V roce 1952 ve Weber Brothers Metal Works zpracovávali bóje pro jachtařské kluby a právě z jedné z nich stvořil první prototyp. K jedné polovině sféry tvořící bójku, přidal stojan a větrání. Tím stvořil spodní část grilu, kterou doplnil jednoduchým krytem s větracími otvory. Tento kryt byl u prvních prototypů poměrně plochý, ale další generace nesly kopulovitý tvar, kterého se firma drží i v roce 2023. Tento tvar krytu umožňuje vhodnou cirkulaci tepla uvnitř grilu a lze tak mimo přímého grilování zvolit i nepřímou metodu grilování. A tím na začátku 50. let vznikla grilovací revoluce.
Grily z počátku nebyly přijaty úplně hladce, tento první typ nazvaný George’s Barbecue Kettle se prodával za tehdejších $29,95 (dnes zhruba $377 tedy asi 8200 CZK). Jejich netradiční tvar ale způsobil, že se jim přezdívalo Raketa nebo Sputnik. Nicméně, už v 1958 se Georgi Stephenovi staršímu daří natolik, že kupuje firmu kde původně pracoval, Weber Brothers Metal Works a jako jediný vlastník společnosti ji přejmenovává na Weber-Stephen. 
Na počátku 70. let se objevují první plynové grily Weber. Tyto grily se držely podobného tvaru jako originální kotlové grily na uhlí, ale v polovině 80. let s generací grilů Genesis, Weber přechází na hranatý tvar, kterého se u plynových grilů drží i v roce 2023.
V roce 1989 společnost otevřela svůj první gril bar a postupně rozšiřovala jejich síť. Dnes jsou již restauranty samostatnou společností.
V roce 2004 koupila společnost svého konkurenta Ducane, který zkrachoval, za $13,6 milionů.

## Nabídka
Společnost nabízí čtyři základní typy grilů:
- Grily na dřevěné uhlí
- Plynové grily
- Elektrické grily
- Peletové grily

Mimoto, vyrábí i modelovou řadu udíren na uhlí Smokey Mountain a cestovní modely jak grilů na uhlí tak těch plynových i elektrických. 

## Postup výroby
1. Lisování – Ocelové výlisy jsou tlakem několika set tun vtlačeny do forem. Vznikne tak koule složená z kotle a poklopu. Tento tvar má společnost registrovaný a je chráněn patentovým právem.
2. Sváření - Jednotlivé součásti grilu jsou svařené
3. Nanesení porcelánové vrstvy smaltu – Za sucha je rovnoměrně nanášena vrstva černého porcelánového prášku, která je při 870 °C vypálena ve vysoké peci. Na tuto vrstvu je nanesena další barevná porcelánová vrstva.